# 14-та авіаційна дивізія (Третій Рейх)
14-та авіаційна дивізія (Третій Рейх) (нім. 14. Flieger-Division) — авіаційна дивізія повітряних сил нацистської Німеччини за часів Другої світової війни.
14-та авіаційна дивізія була сформована 26 січня 1945 року в Берзенбрюку з елементів II винищувального корпусу Люфтваффе. Головним завданням дивізії було забезпечення повітряної підтримки групи армій «H» в Голландії.

## Основні райони базування штабу 14-ї авіаційної дивізії
| Час                     | Місто      |
| ----------------------- | ---------- |
| 26 січня — квітень 1945 | Берзенбрюк |

## Командування

### Командири
- оберст Лотар фон Гайнеманн (нім. Lothar von Heinemann) (26 січня — квітень 1945).

## Підпорядкованість
| Час                      | Командування флот              |
| ------------------------ | ------------------------------ |
| 26 січня — 1 квітня 1945 | Командування Люфтваффе «Захід» |
| 1 квітня — квітень 1945  | Повітряний флот «Рейх»         |

## Бойовий склад 14-ї авіаційної дивізії
Формування управління, забезпечення та підтримки
- Ескадрилья льотної підготовки 14-ї дивізії (Flugbereitschaft/14. Flieger-Division)

- KG 51 (Мерфельден)
- KG 53 (Бад-Цвішенан)
- LG 1 (Клоппенбург)
- 20-та група нічних винищувачів (нім. Nachtschlachtgruppe 20)